# فالي هيل (ميسيسيبي)
فالي هيل (بالإنجليزية: Valley Hill, Mississippi)‏ هي منطقة سكنية تقع في الولايات المتحدة في مقاطعة كارول (مسيسيبي).  يقدر عدد سكانها   وترتفع عن سطح البحر 92.05 متر.